# Ford Festiva
Pour les articles homonymes, voir Aspire.
Ne doit pas être confondu avec Ford Fiesta.
La Ford Festiva (connue aussi sous le nom de Kia Avella en Asie pour la seconde génération, Kia Pride en Europe pour la première génération et Ford Aspire en Amérique du Nord pour la seconde génération) est une voiture construite entre 1986 et 2002 en trois générations par le constructeur coréen Kia, qui faisait alors partie du groupe Ford, à partir de composants d'origine Mazda (121). Elle était déclinée en 3, 4 et 5 portes et disponible en 2 motorisations : Essence 1,3L 73 ch et 1,5L 88 ch.

## Première génération (WA; 1986)
La première génération de Ford Festiva a été conçue par Mazda au Japon à la demande de la société mère Ford,. La berline trois portes conçue et construite par Mazda a été lancée au Japon en février 1986 sous le nom de «Ford Festiva», avec les moteurs 1,1 et 1,3 litre,,. La Festiva utilisait une disposition traction avant et ses éléments mécaniques se composaient d'une direction à pignon et crémaillère, d'une suspension avant indépendante avec jambes de force, de ressorts hélicoïdaux et d'une barre stabilisatrice, et d'une suspension arrière à poutre de torsion,. La Festiva a été rénovée en 1989, recevant un insert de calandre et des lentilles de feux arrière redessinés. Au Japon, lors de son lancement, la Festiva trois portes était proposée dans les niveaux de spécifications L, L Special, S, Ghia et Canvas Top. Ford commercialisait la Festiva sur le marché japonais via le réseau des concessionnaires Autorama. Au salon de l'automobile de Tokyo 1986, les modèles sportifs GT et GT-X ont été présentés, avec un moteur BJ unique de 1,3 litre à double came. Elle avait un kit carrosserie spécial et un bombement de capot proéminent, et elle a été mise en vente le 1er décembre 1986. À ce moment-là, le Festiva Cargo L (version commerciale) avait également été ajouté à la gamme, en version deux ou cinq places.
À la mi-1986, un autre partenaire de Ford, Kia Motors en Corée du Sud, a commencé la production de la Festiva sous licence sous le nom de "Kia Pride". À partir du milieu de l'année 1987 pour l'année modèle 1988, Kia a commencé à en exporter au Canada sous le nom de «Ford Festiva», les ventes aux États-Unis commençant fin 1987. Ford offrait un seul moteur quatre cylindres B3 de 1,3 litre et trois niveaux de finition: L, L Plus et LX. Les deux modèles de base comportaient une transmission manuelle à quatre vitesses avec surmultiplication, la LX étant mise à niveau vers une unité à cinq vitesses. Un tachymètre et un volant inclinable ont également figuré sur la finition LX, tout comme des jantes en alliage, des rétroviseurs réglables à distance, des sièges intérieurs en tissu et une radio AM/FM à cassette. Ford a mis en vente en Amérique du Nord un petit lifting pour l'année modèle 1990. Dans le même temps, le système d'alimentation en carburant du moteur est passé à un carburateur à injection de carburant, et les choix de transmission ont été révisés avec une transmission manuelle à cinq vitesses de série et une boîte automatique à trois vitesses en option. Ford a également remplacé les ceintures de sécurité avant manuelles par des versions motorisées et a installé des ceintures de sécurité arrière manuelles de série. Pour l'année modèle 1991, les modèles L Plus et LX ont été combinés en une seule finition, la GL. La direction assistée optionnelle a été supprimée pour 1992, et la GL a gagné des jantes en alliage et la disponibilité d'une finition «sport». La dernière année modèle, 1993, n'a apporté aucun changement. Au cours de la vie de la Festiva aux États-Unis, Kia a exporté environ 350 000 unités. L'accord avec Ford s'est concrétisé conformément à la stratégie de Kia mise en œuvre au milieu des années 1980 pour combler progressivement le vide du côté low-cost du marché, lentement abdiqué par les marques japonaises qui recherchent des modèles plus chers avec des marges bénéficiaires plus élevées. Par rapport aux constructeurs automobiles concurrents du Japon, ainsi que d'Europe et d'Amérique du Nord, le principal avantage concurrentiel de Kia était sa main-d'œuvre sud-coréenne moins bien rémunérée, ce qui s'est traduit par des voitures moins chères.
Mazda a commencé à produire la Festiva sous le nom de "Mazda 121" pour l'Australie et l'Europe en 1987, mais ce modèle n'a jamais été commercialisé au Japon. La 121 a terminé sa production en 1990, et a été officiellement arrêtée par Mazda Australie en février 1991. À partir d'octobre 1991, Ford Australie a commencé à importer la voiture sous le nom de «Ford Festiva» depuis l'usine de production sud-coréenne de Kia. Là où la Mazda était vendue en version à hayon trois portes, la Ford était initialement vendue en version cinq portes seulement. À partir de janvier 1993, une Festiva trois portes portant le badge «Festiva Trio» a été lancée en Australie. Les deux versions étaient propulsées par le moteur B3 de 1,3 litre à carburateur à arbre à cames en tête avec la transmission manuelle à cinq vitesses; une transmission automatique à trois vitesses était optionnelle pour la cinq portes,. L'équipement standard en Australie comprenait une radio AM/FM, un tachymètre, des essuie-glaces intermittents, des déclencheurs à distance pour la porte arrière et la trappe de remplissage du réservoir de carburant et une climatisation disponible en option. Ford a arrêté la Festiva sur le marché australien en mars 1994.
L'action de Ford Australie a été mise en parallèle en Europe, où Kia a commencé à exporter des variantes à hayon trois et cinq portes, berline quatre portes et break cinq portes de la Kia Pride de 1991 sous leur propre nom. Ces variantes de carrosserie berline et à hayon cinq portes supplémentaires ont également été importées depuis la Corée du Sud vers le Japon sous forme de conduite à gauche (le Japon étant officiellement un marché à conduite à droite) sous le nom de "Ford Festiva 5" (à partir de mai 1991) et de "Festiva β ", respectivement.
À Taïwan, elle était assemblée à l'aide de kits démontables complets de 1989 via la coentreprise locale Ford Lio Ho,.
L'édition 2008 des évaluations de sécurité des voitures d'occasion (ESVO) de l'Université Monash, a révélé que la première génération de Festiva offre un niveau de sécurité «pire que la moyenne» (deux étoiles sur cinq) en cas d'accident, par rapport à d'autres "voitures légères". La cote de sécurité n'a pas été uniquement calculée sur la base de la protection des occupants du véhicule, avec une protection pour "les cyclistes, les piétons et les conducteurs d'autres véhicules" incluse pour donner un "meilleur guide de l'impact global de la sécurité des véhicules sur la communauté".

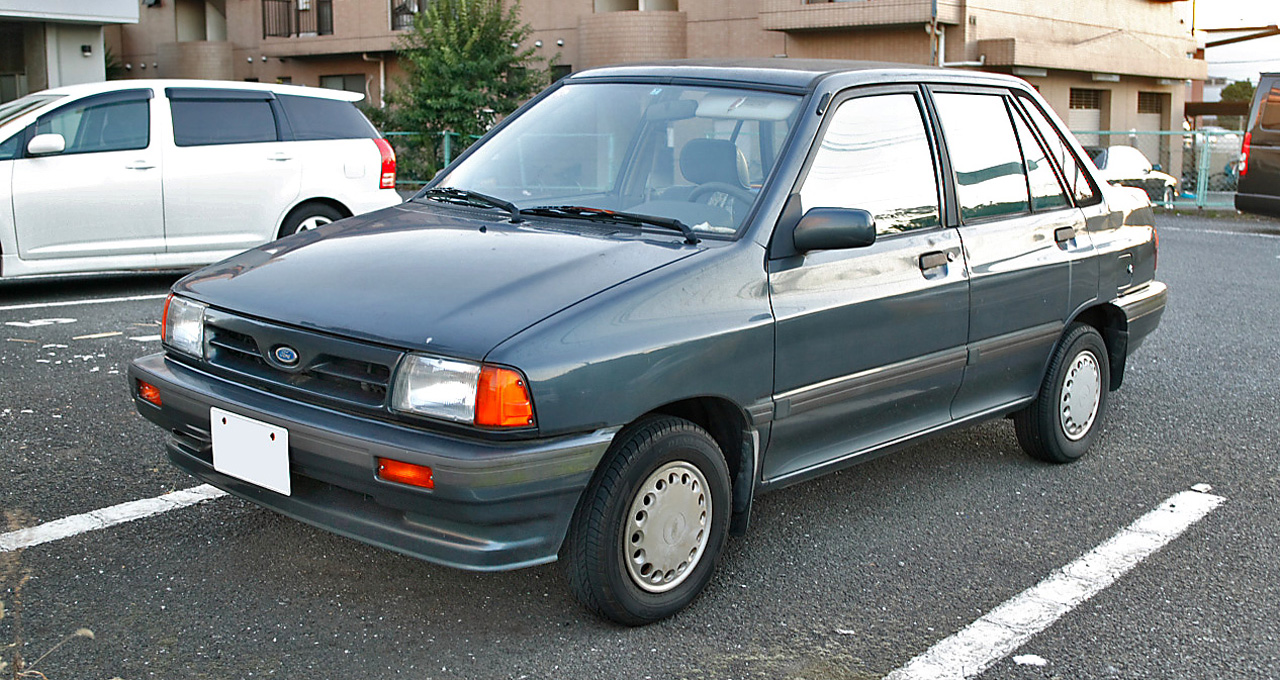
Ford Festiva I 4 portes
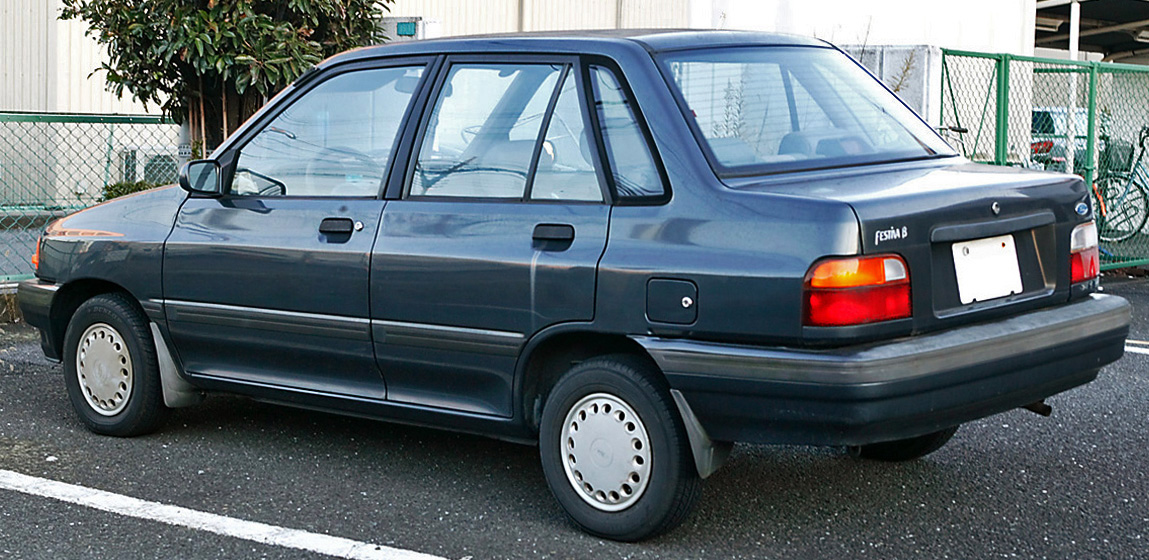
Ford Festiva I 4 portes
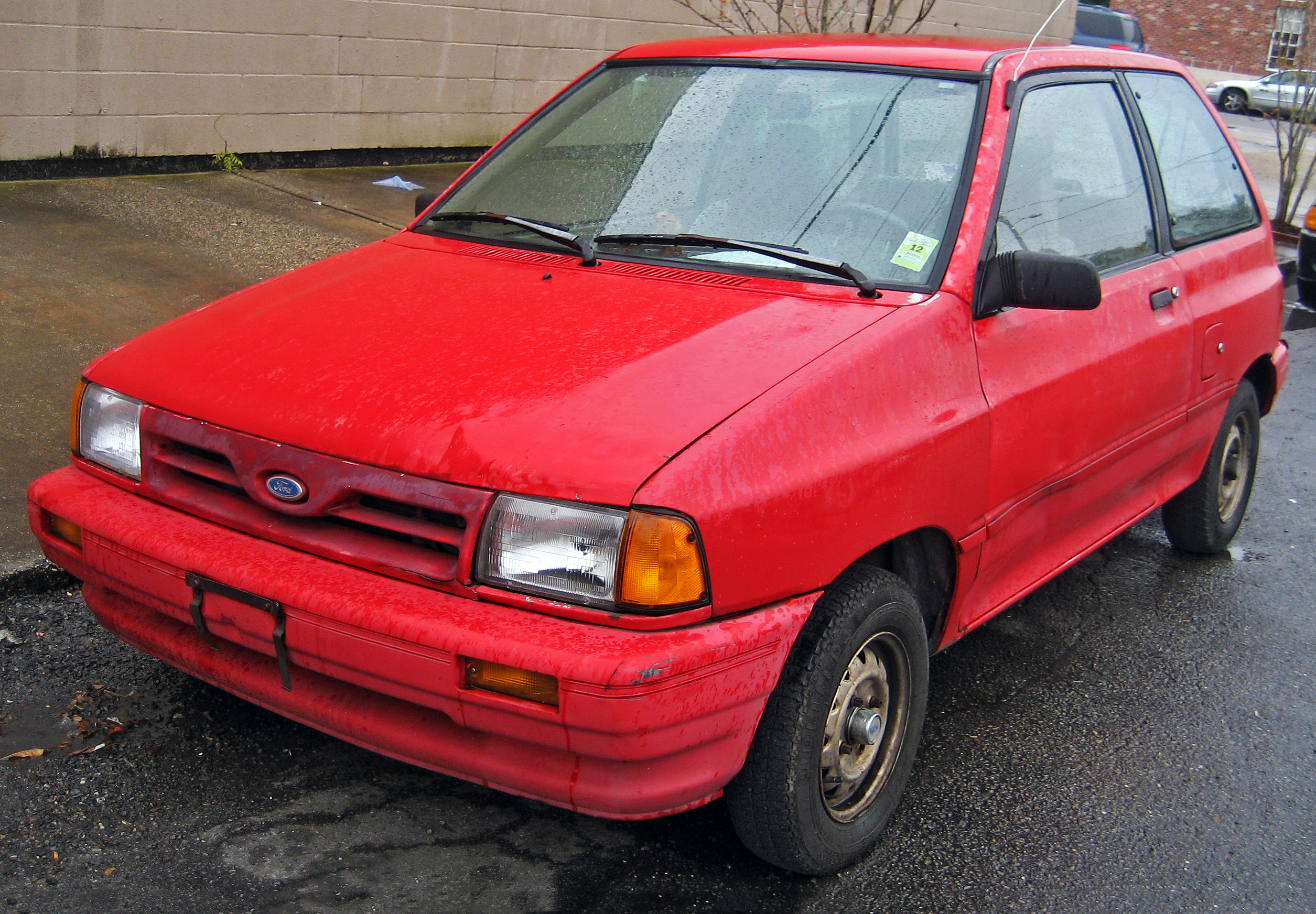
Ford Festiva I 3 portes
Ford Festiva I 3 portes
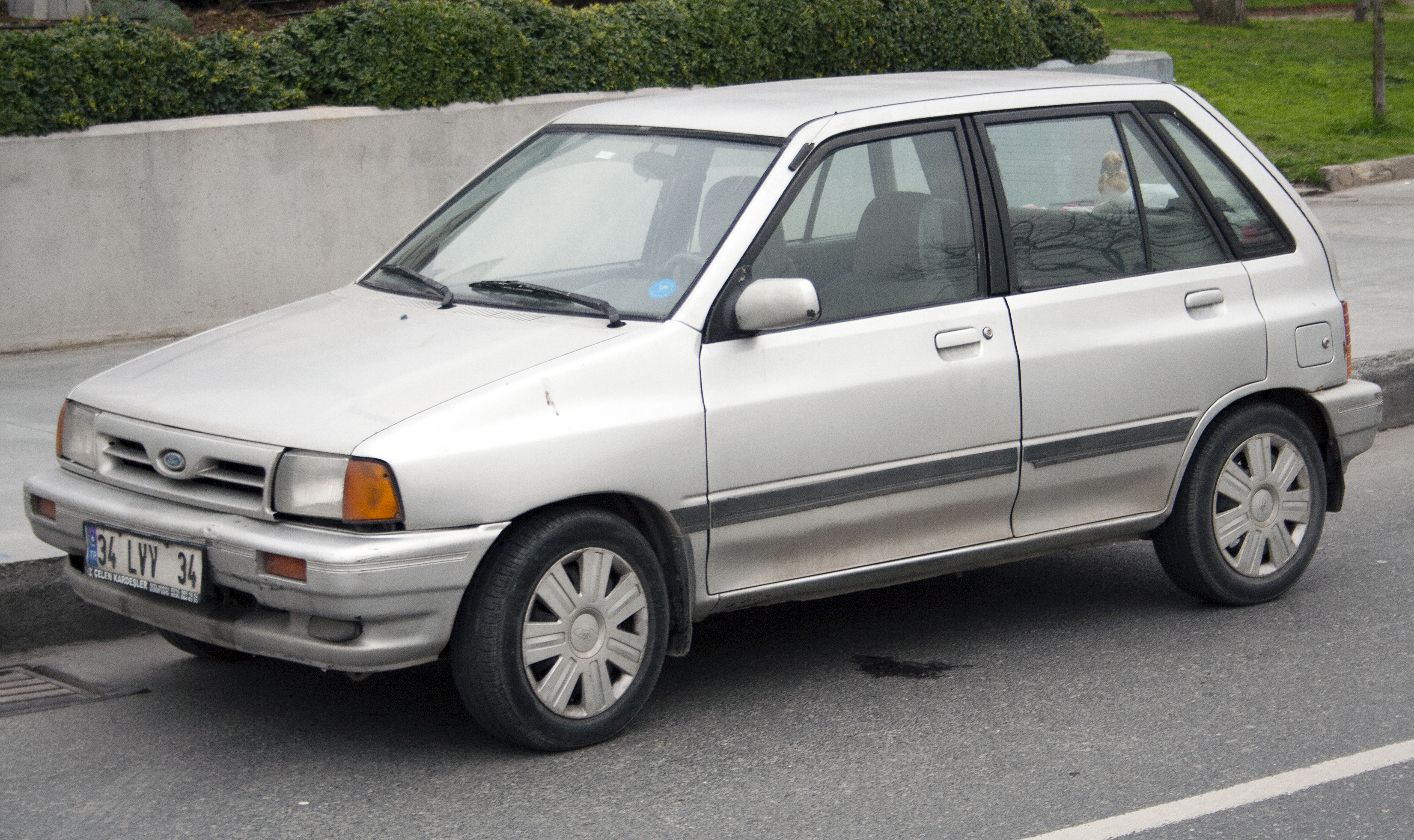
Ford Festiva I 5 portes

### Mazda 121 (DA)
Mazda a commencé à vendre en 1987 la 121 en tant que variante de carrosserie à hayon trois portes pour rester sous le plus grand modèle de Mazda, la 323. Bien qu'elle y soit fabriquée, la 121 n'a pas été vendue au Japon sous la marque "Mazda". Les 121 de spécification australienne étaient équipés du moteur B3 de 1,3 litre, couplé à une transmission manuelle à cinq vitesses. Les marchés européens ont également reçu le moteur B1 1,1 litre de 56 ch (41 kW) avec une transmission manuelle à quatre vitesses.
La 121 a été vendue en Australie à partir de mars 1987. Elle comportait une banquette arrière coulissante, qui augmentait l'espace de chargement jusqu'à 180 millimètres. Les niveaux de finition en Australie comprenaient la finition de base "deluxe", la "super deluxe" et la "fun top" (basée sur la super deluxe), avec un grand toit ouvrant électrique coulissant en toile. À partir d'octobre 1988, la super deluxe a été abandonnée et remplacée par la finition "shades". La première européenne de la 121 a eu lieu au Salon de l'auto de Genève en mars 1988. La version 1,1 litre a été ajoutée en juillet 1989. Les niveaux de finition étaient L et LX, avec une version SR également disponible au Royaume-Uni. En Europe, le système de ventilation de la voiture, développé en pensant aux consommateurs américains, se distingue par son raffinement pour la catégorie. Une caractéristique de conception intéressante était que le dossier du siège arrière pouvait être légèrement incliné et que le siège pouvait être déplacé longitudinalement, ajoutant jusqu'à 50 litres (11 gallons impériaux) d'espace au compartiment à bagages, par ailleurs très petit.
Mazda a mis en vente une mise à jour pour la 121 (sortie en octobre 1989 pour le marché australien) avec un nouvel insert de calandre, des garnitures extérieures de couleur carrosserie, une instrumentation, des sièges intérieurs et des garnitures redessinés. La variante Mazda a été abandonnée en 1991, remplacée par une nouvelle génération de Mazda 121, basée sur l'Autozam Revue du marché japonais,,.

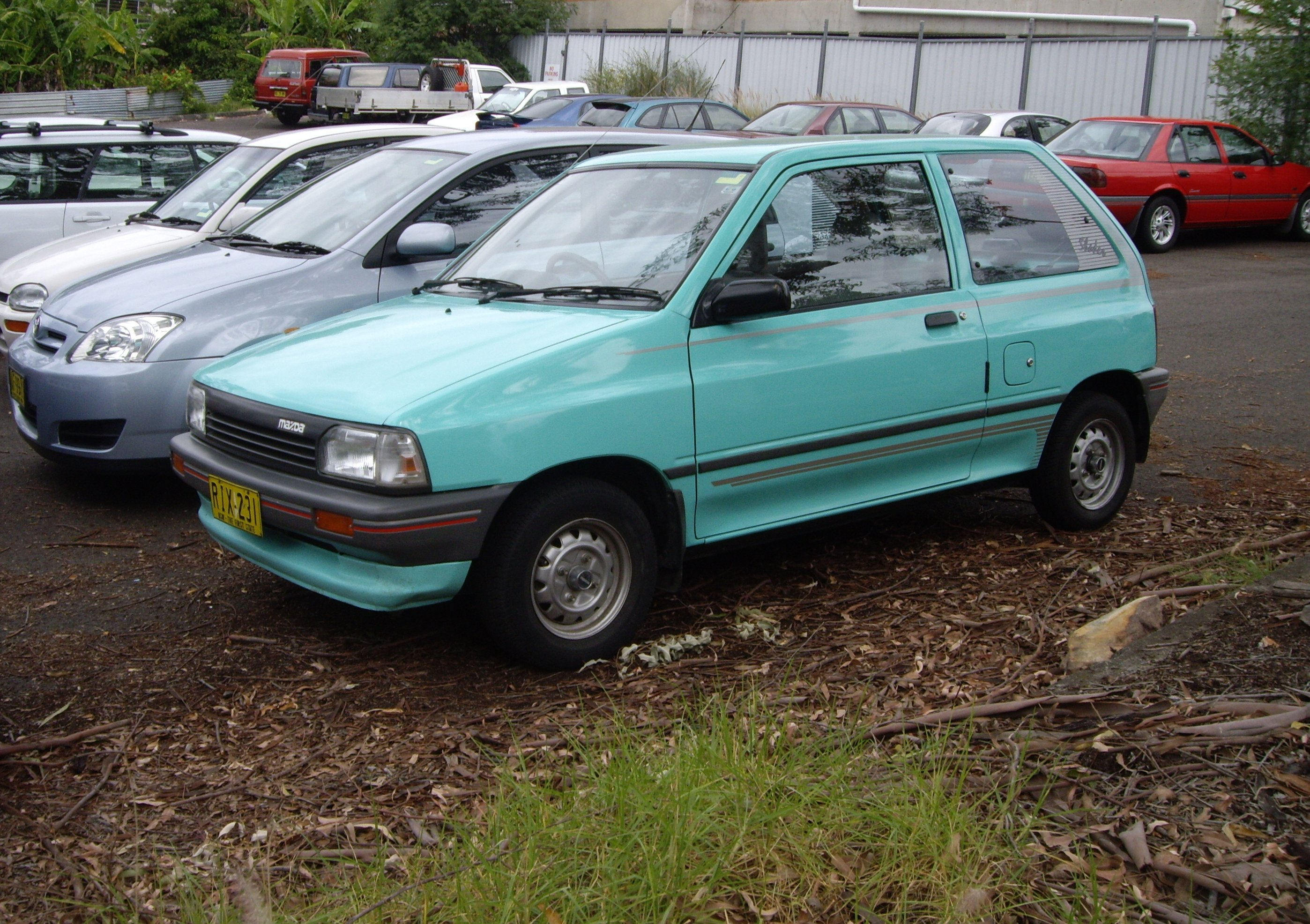
Mazda 121 3 portes

### Kia Pride (Y)
La Kia Pride est une automobile produite par Kia Motors de mars 1987 à janvier 2000, elle sert de base à la Festiva et la 121. En 2000, elle est remplacée par la Kia Rio cousine de la Hyundai Accent.
Avant sa mise sur le marché sud-coréen, les exportations comme la Festiva avaient commencé en décembre 1986 vers le Japon et les États-Unis. La Pride était vendue sous forme de berline quatre portes (dans les niveaux de finition LX, GTX et β), ainsi que sous les formes à hayon trois et cinq portes (la CD-5) et les styles de carrosserie familiale cinq portes. La Pride originale n'était disponible qu'en version à hayon trois portes, tandis que la cinq portes a été ajoutée en juin 1988. Le modèle berline quatre portes, la Pride Beta, est arrivé en novembre 1990, et la gamme a été complétée par la fourgonnette trois portes et la familiale cinq portes en février 1992. En novembre 1993, la Pride a été légèrement rénovée et la production a également été transférée à l'usine de la filiale de Kia Asia Motors à  Gwangju, alors que Kia se concentrait sur la nouvelle Avella (Ford Aspire/Festiva WB). Jusqu'à ce que la Mazda 121 soit remplacée à la fin de 1990, les voitures portant le badge Kia n'étaient exportées que vers certains marchés tertiaires.
La Pride a été lancée au Royaume-Uni en juin 1991, équipée à la fois des moteurs B1 de 1,1 litre et B3 de 1,3 litre. Le 1.1 n'était disponible qu'en version trois portes dans la version de base L (les pneus à flancs blancs étaient une caractéristique courante sur elles). Il y avait aussi une version fourgon deux places au Royaume-Uni et sur certains autres marchés. L'injection de carburant est apparue sur les modèles à moteur de 1,3 litre en novembre 1994, appelée «1.3i». À ce moment, la version 1,1 litre a été supprimée. En décembre 1995, la Start 1.3i à trois portes a remplacé la L, et la Pride a ensuite été brièvement interrompue au Royaume-Uni en janvier 1999. En juin 1999, elle a été relancée en tant que modèle trois portes d'entrée de gamme maintenant appelé S et les modèles trois et cinq portes de niveau supérieur connues sous le nom de SX. Les ventes du modèle relancé ont pris fin en juin 2000.

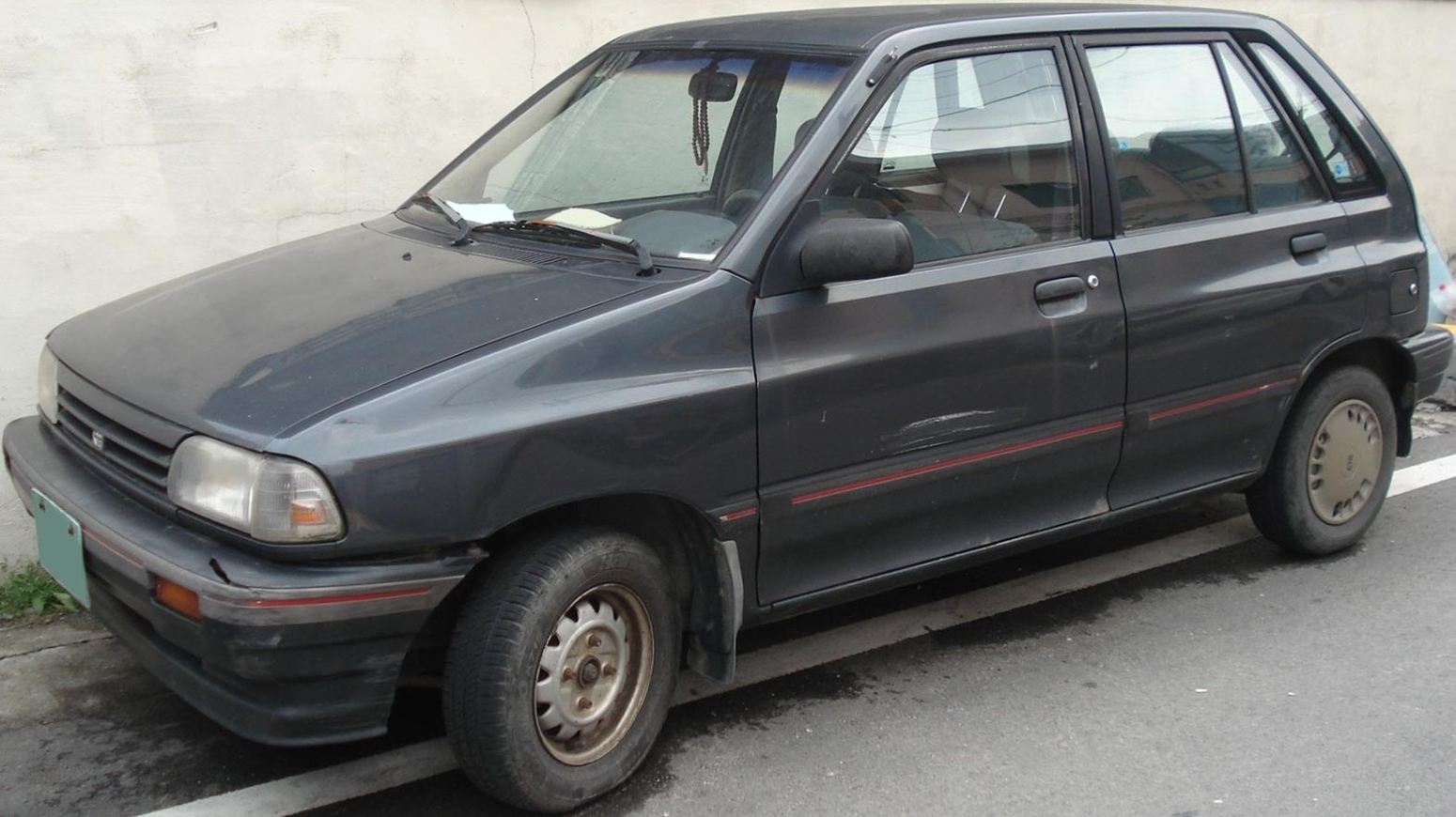
Kia Pride 5 portes
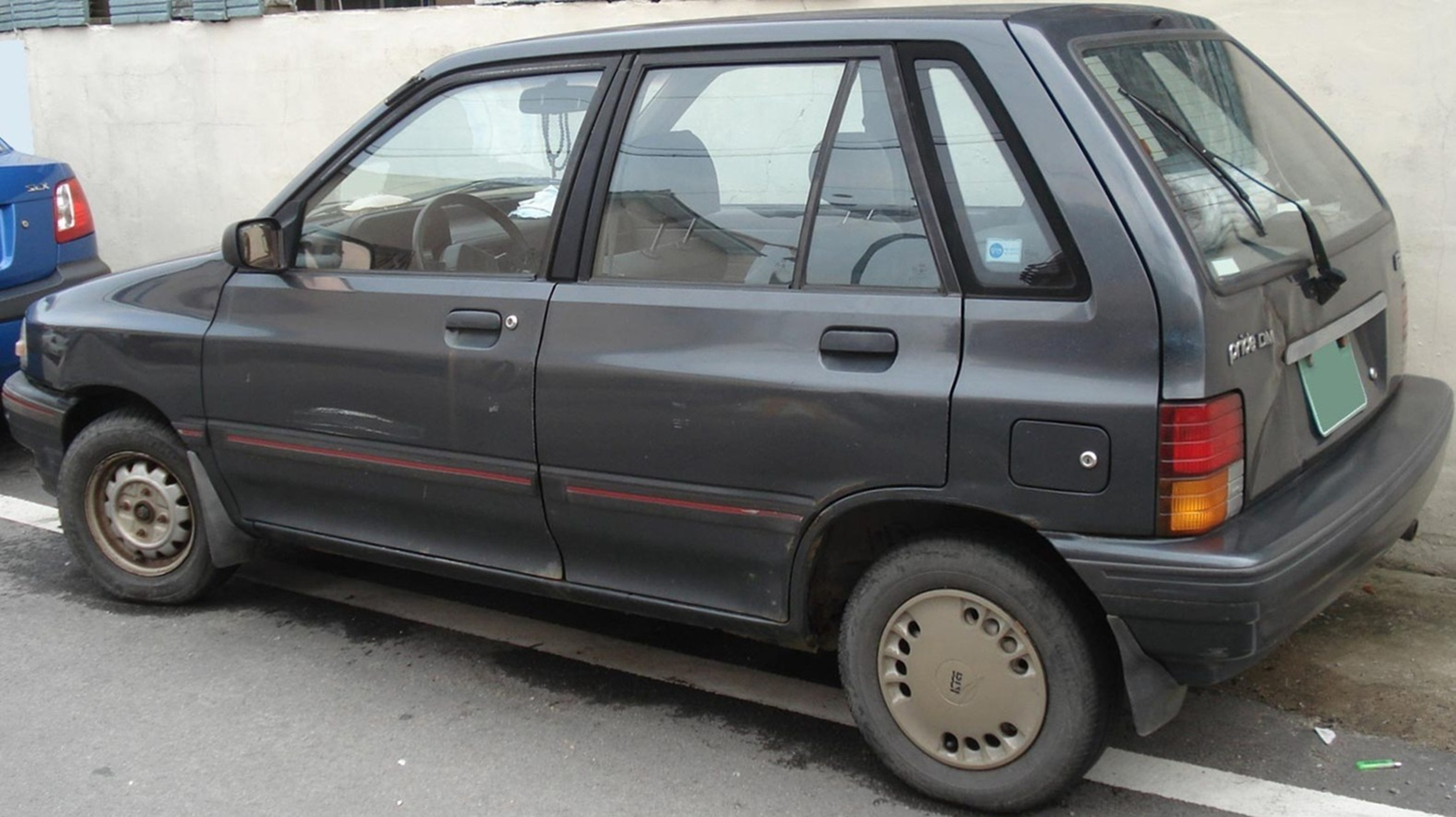
Kia Pride 5 portes
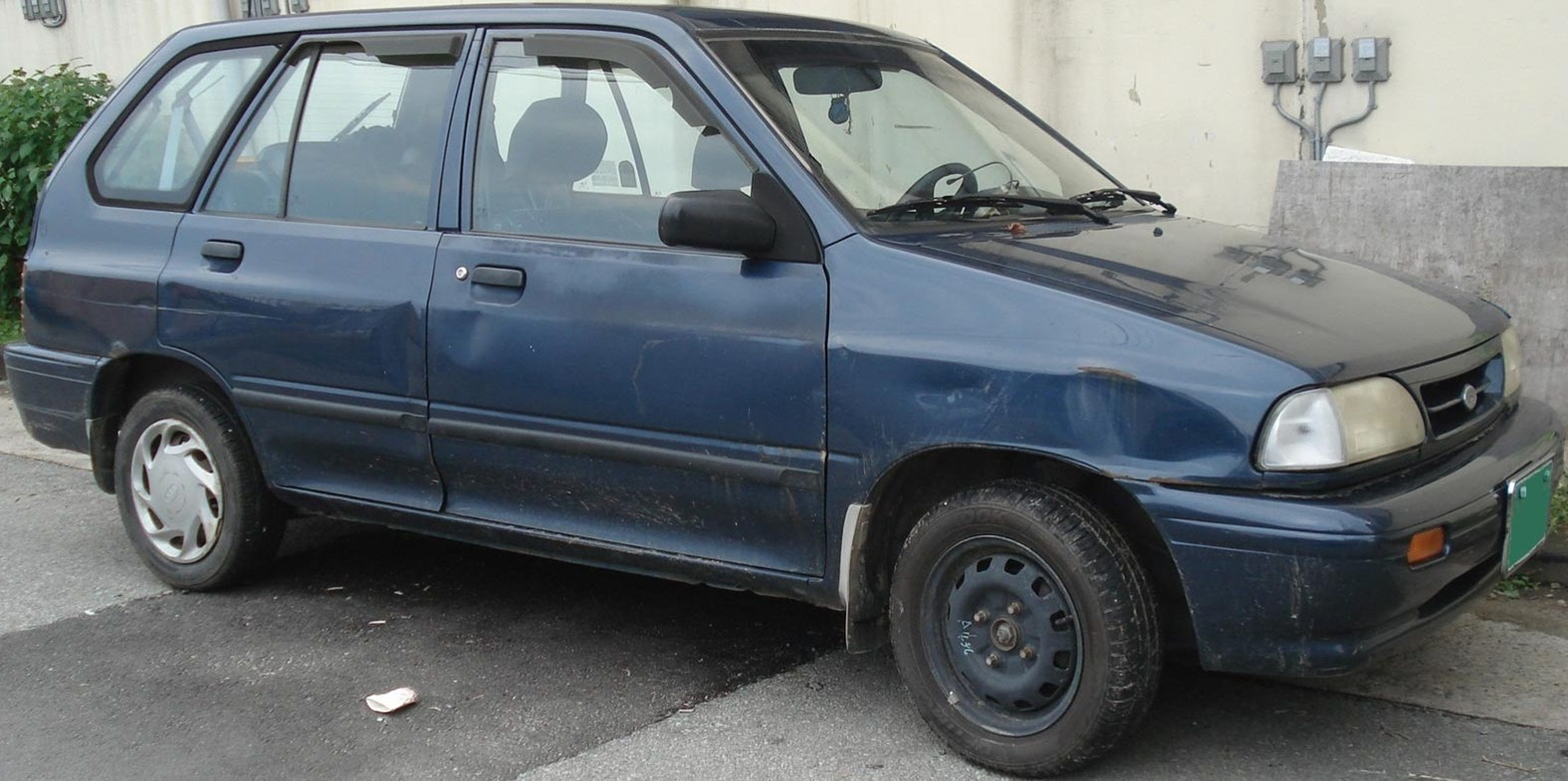
Kia Pride break Kombi
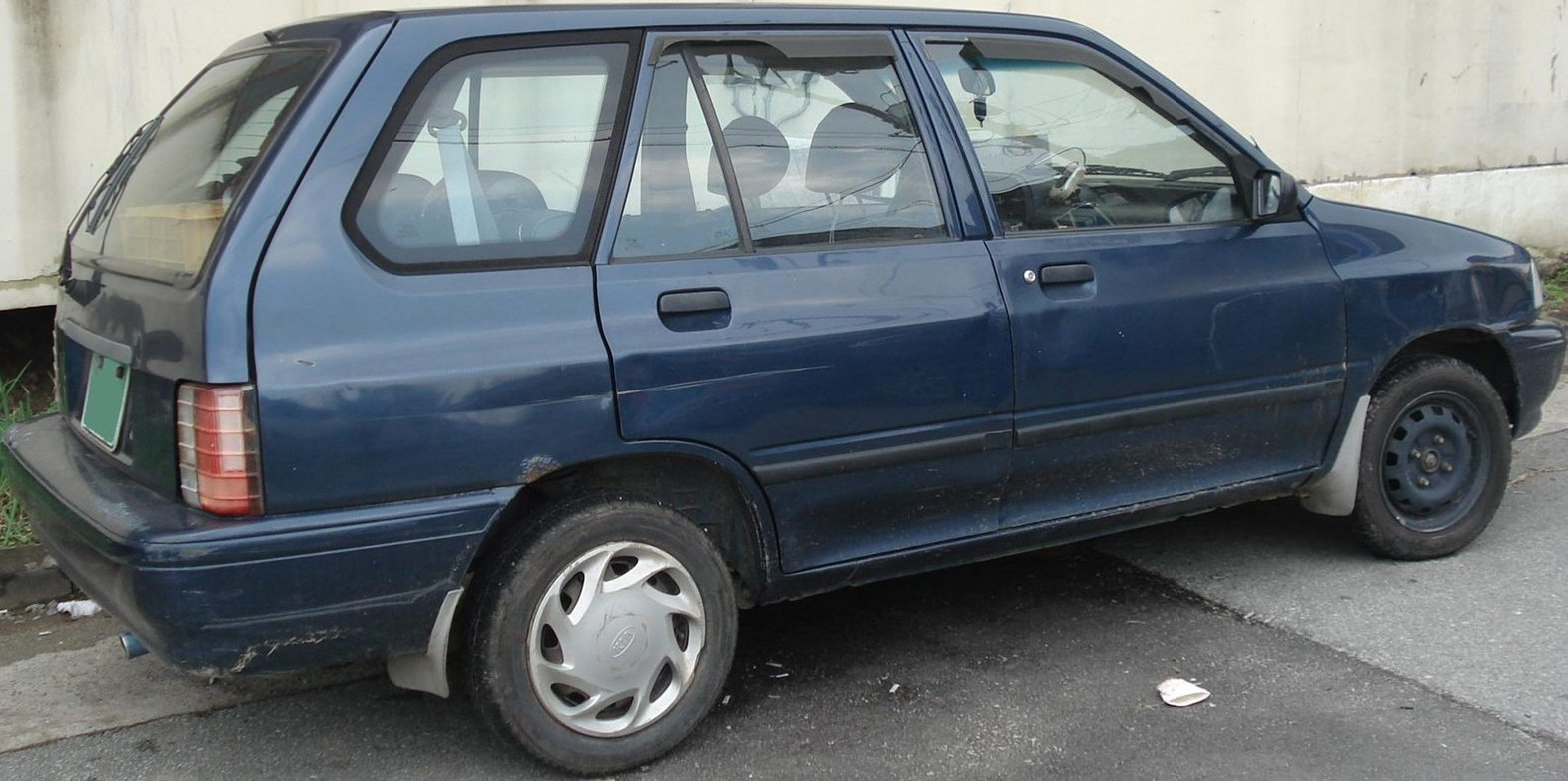
Kia Pride break Kombi
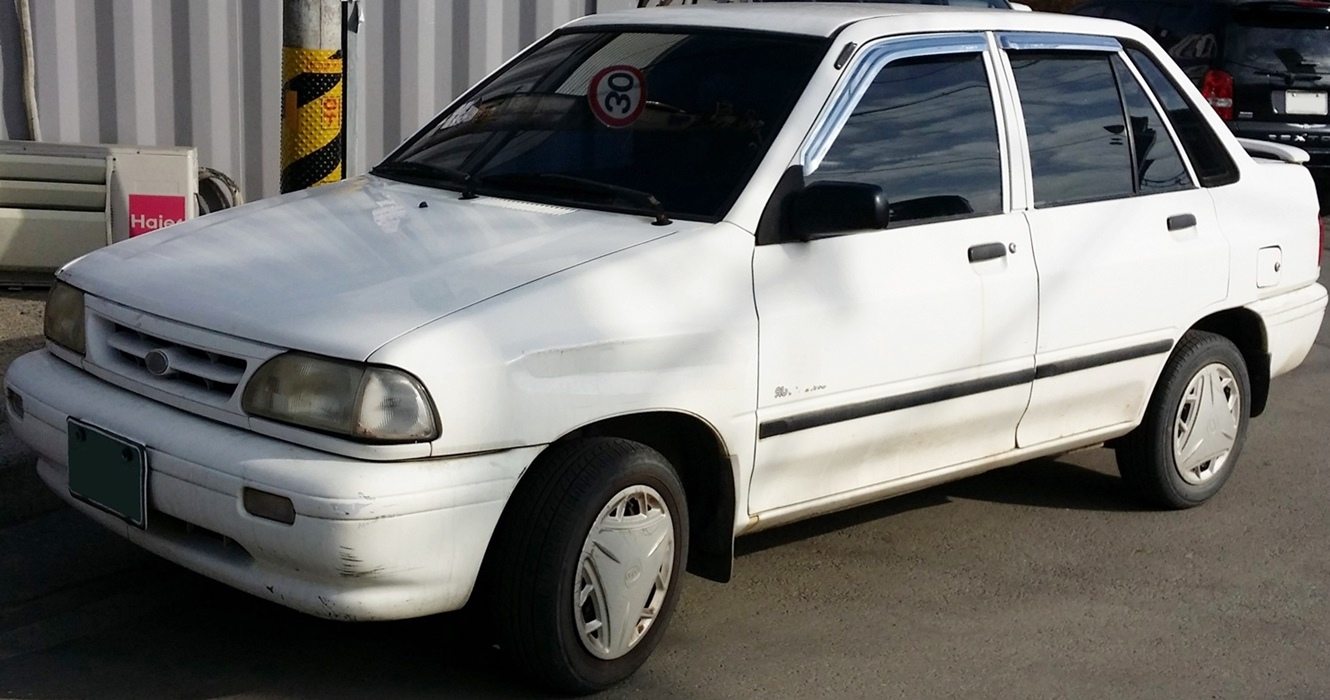
Kia Pride 4 portes
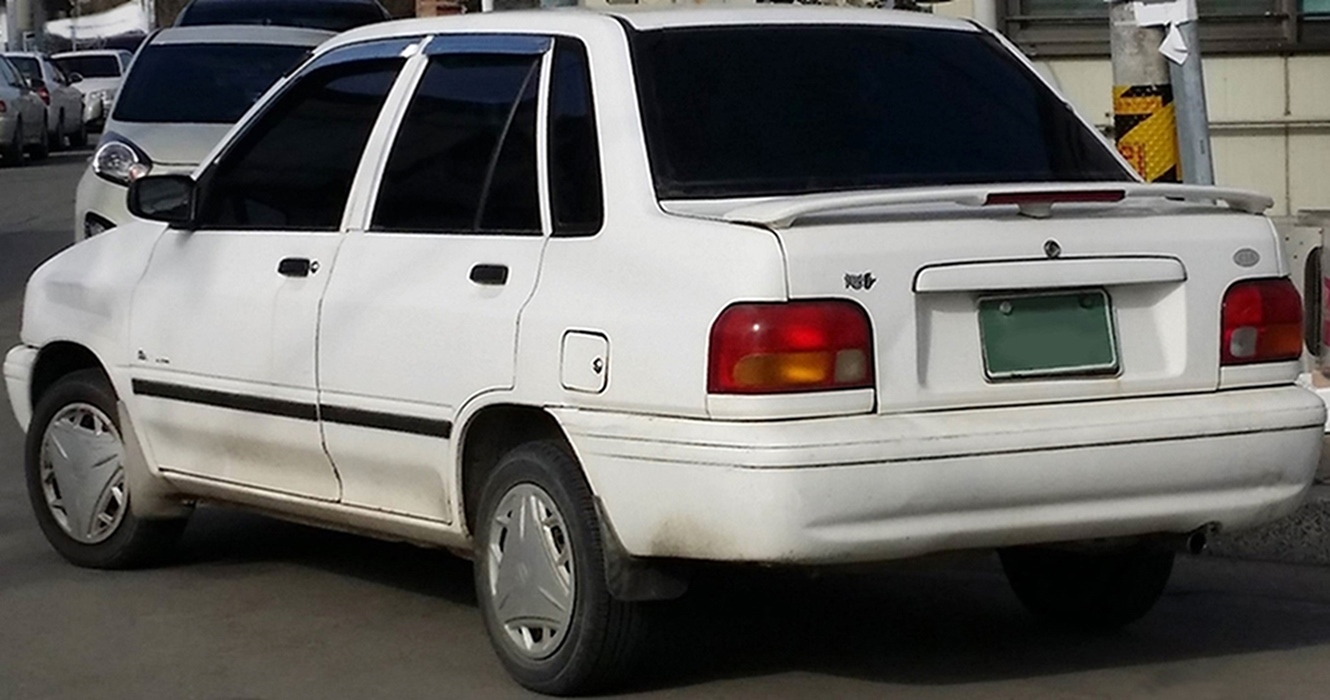
Kia Pride 4 portes
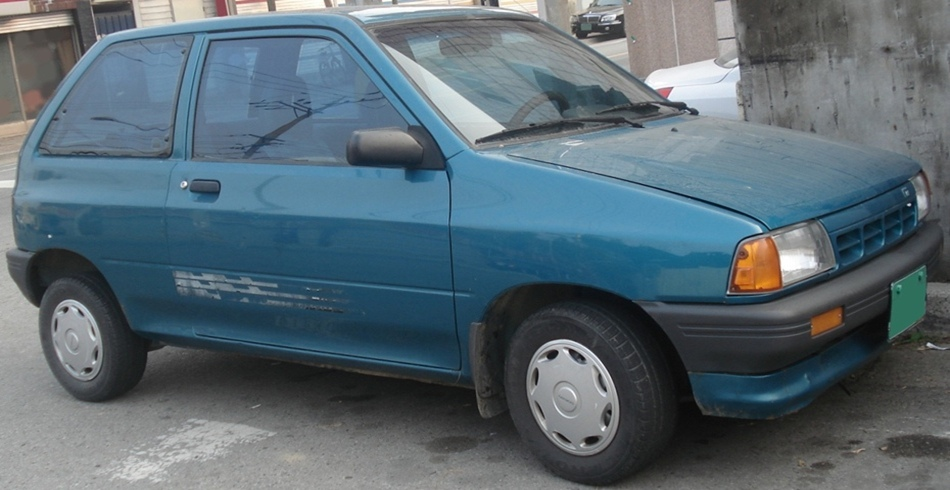
Kia Pride 3 portes
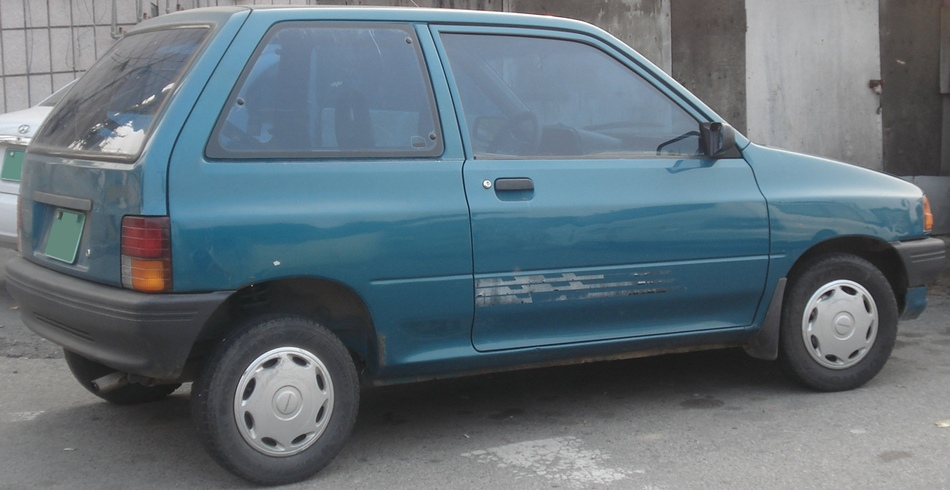
Kia Pride 3 portes

### SAIPA
SAIPA a construit la Kia Pride sous licence en Iran depuis 1993 en utilisant jusqu'à 85% de pièces locales, nommée SAIPA Pride de 2001 à 2005. Depuis 2003, SAIPA a produit un nouveau modèle à hayon incliné cinq portes basé sur la Pride appelé SAIPA 141, tout en continuant à vendre la version iranienne de la Pride sous les noms SAIPA Saba GLXi (berline quatre portes), SAIPA Nasim Safari (cinq portes) et SAIPA Nasim DMi (hayon classique à cinq portes). Par rapport à ces versions, la SAIPA 141 présente un style arrière révisé avec un hayon incliné plus long et un design intérieur différent. La SAIPA 141 est vendue au Venezuela sous le nom de Turpial. Une autre variante, connue sous le nom de SAIPA 132, a commencé sa production en 2008 et diffère de la Saba avec son style avant et arrière révisé. La société a introduit un style de carrosserie utilitaire coupé en 2008 sous le nom de SAIPA 151, avec une charge utile de 500 kilogrammes. La plate-forme et le moteur de la Kia Pride a également formé la base des modèles iranien P.K (2000 à 2005) et New P.K (2005 à 2007), qui utilisent des carrosseries de Renault 5. En Iran, la Pride continue d'être la voiture la plus courante, environ 40% des véhicules du pays étant une SAIPA dérivée de la Pride.
Arab American Vehicles (AAV) ont fabriqué la Pride au Caire, en Égypte, vers 1998.

### Kia Pride en Chine
La Kia Pride s'est d'abord impliquée dans une co-entreprise à Zhuhai, dans la province du Guangdong avec la société automobile Guangtong Motors, où elle produisait des voitures sous licence. Le lot de voitures serait d'abord importé en Chine où les pièces seraient importées plus tard et l'entreprise assemblerait le produit fini. Jiangsu Yueda Auto Works (plus tard Yueda Kia Motors, actuellement Dongfeng Yueda Kia Motors) a commencé l'assemblage de la Pride en 1997. La berline s'appelait Yueda Kia Pride YQZ6390, la berline YQZ6370 ou YQZ7141. La production chinoise a pris fin en décembre 2003.

## Deuxième génération (WB, WD, WF; 1993)
Le deuxième modèle de Ford Festiva a été développé conjointement par Kia et Ford, conservant la plupart de la transmission du modèle précédent avec un style de carrosserie plus arrondi. Cette nouvelle Festiva était légèrement plus longue, plus large, plus aérodynamique et suspendue par des jambes de force MacPherson à l'avant et un essieu à poutre de torsion à l'arrière. Alors qu'elle était vendue sur certains marchés en tant que Festiva de deuxième génération, Ford l'a renommée «Aspire» sur les marchés nord-américains, où le modèle cinq portes était offert pour la première fois. En Corée du Sud, la voiture portait le badge «Kia Avella». La version berline était principalement réservée au marché sud-coréen, bien qu'elle soit également disponible avec le badge Festiva à Taiwan.
Selon le marché, certaines ont conservée le moteur SOHC à injection, tandis que d'autres ont reçue un moteur DOHC avec une culasse MPI également conçu par Mazda. Ces moteurs étaient:
- B3 EGi : Quatre cylindres de 1.3 L (1 323 cm3) avec injection de carburant et 8 soupapes produisant 64 ch (47 kW) à 5 000 tr/min et 100 N m à 3 000 tr/min
- B5 EGi : Quatre cylindres de 1.5 L (1 498 cm3) avec injection de carburant et 16 soupapes produisant 90 ch (66 kW) à 5 000 tr/min et 134 N m à 4 000 tr/min (Asie et Océanie uniquement)

Les options de transmission comprenaient une transmission manuelle à cinq vitesses, bien que tous les modèles puissent être équipés d'une boîte automatique à quatre vitesses. Les modèles australiens et américains étaient équipés d'une boîte automatique à trois vitesses.
En 1997, la Festiva a reçu un nouveau pare-chocs avant avec une calandre ovale, des phares remodelés et d'autres modifications mineures. L'Aspire a été retirée de la gamme Ford aux États-Unis après 1997.
La deuxième génération de Festiva a continué à être vendue en Australie jusqu'en 2000, date à laquelle elle a été remplacée par la Ford Ka. Les Festiva australiennes de deuxième génération ont les découpes des feux de position latéraux des modèles américains de chaque côté du véhicule (côté conducteur et côté passager) à l'avant et à l'arrière. Au lieu de loger des réflecteurs/lumières orange sur les côtés avant et des réflecteurs/lumières rouges sur les côtés arrière, il y a des réflecteurs orange non allumés aux quatre emplacements. Ces réflecteurs redondants, associés au répéteur d'indicateur latéral orange (qui n'est pas requis aux États-Unis et qui n'était pas inclus sur l'Aspire), forment un profil latéral unique.
Kia a développé son modèle suivant, la Kia Rio, de manière totalement indépendante, et a terminé sa relation avec Ford.
À l'instar de la première génération, l'édition 2008 de l'UCSR (Used Car Safety Ratings) de l'Université Monash en Australie a révélé que la deuxième génération de Festiva offrait un niveau de protection de sécurité «pire que la moyenne» (deux étoiles sur cinq) en cas d'accident. Dans l'édition 2010, le score a été rétrogradé à «très faible» (équivalent à une étoile sur cinq, ou la terminologie «nettement moins bonne que la moyenne» utilisée en 2008).

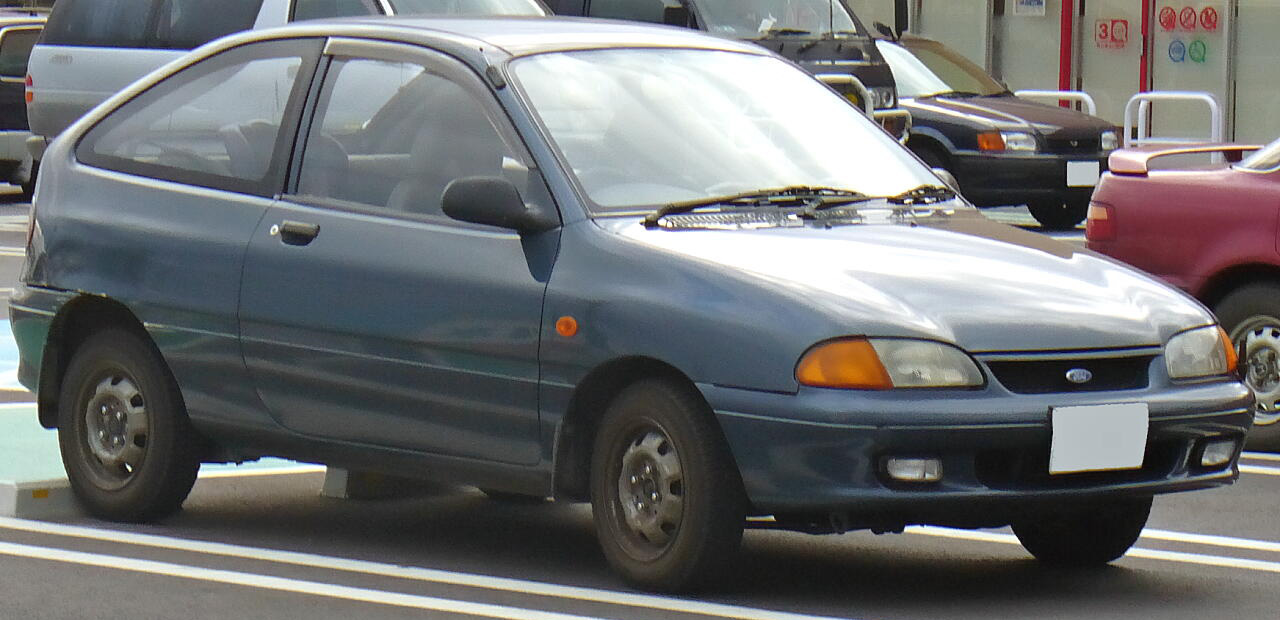
Ford Festiva II 3 portes
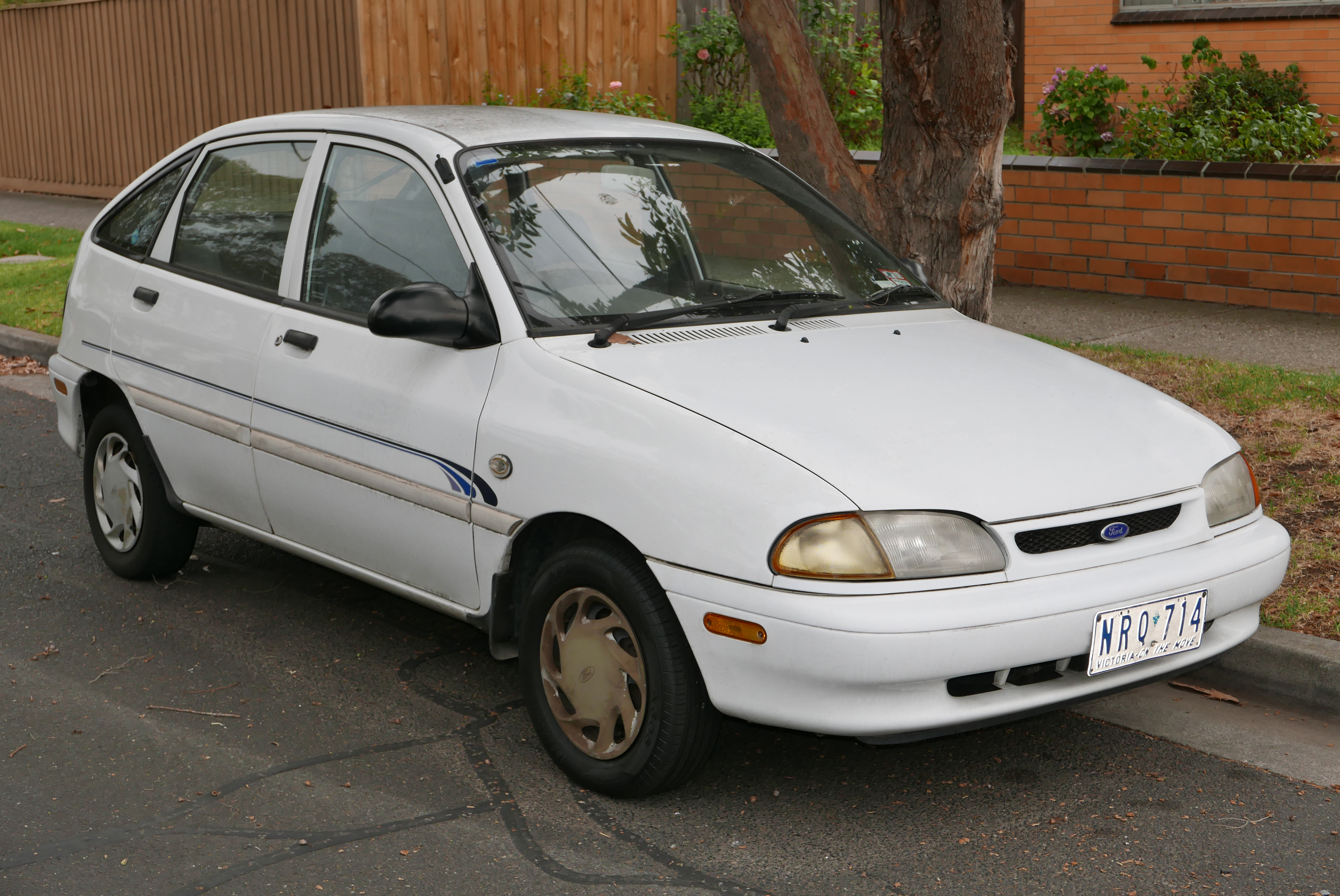
Ford Festiva II 5 portes
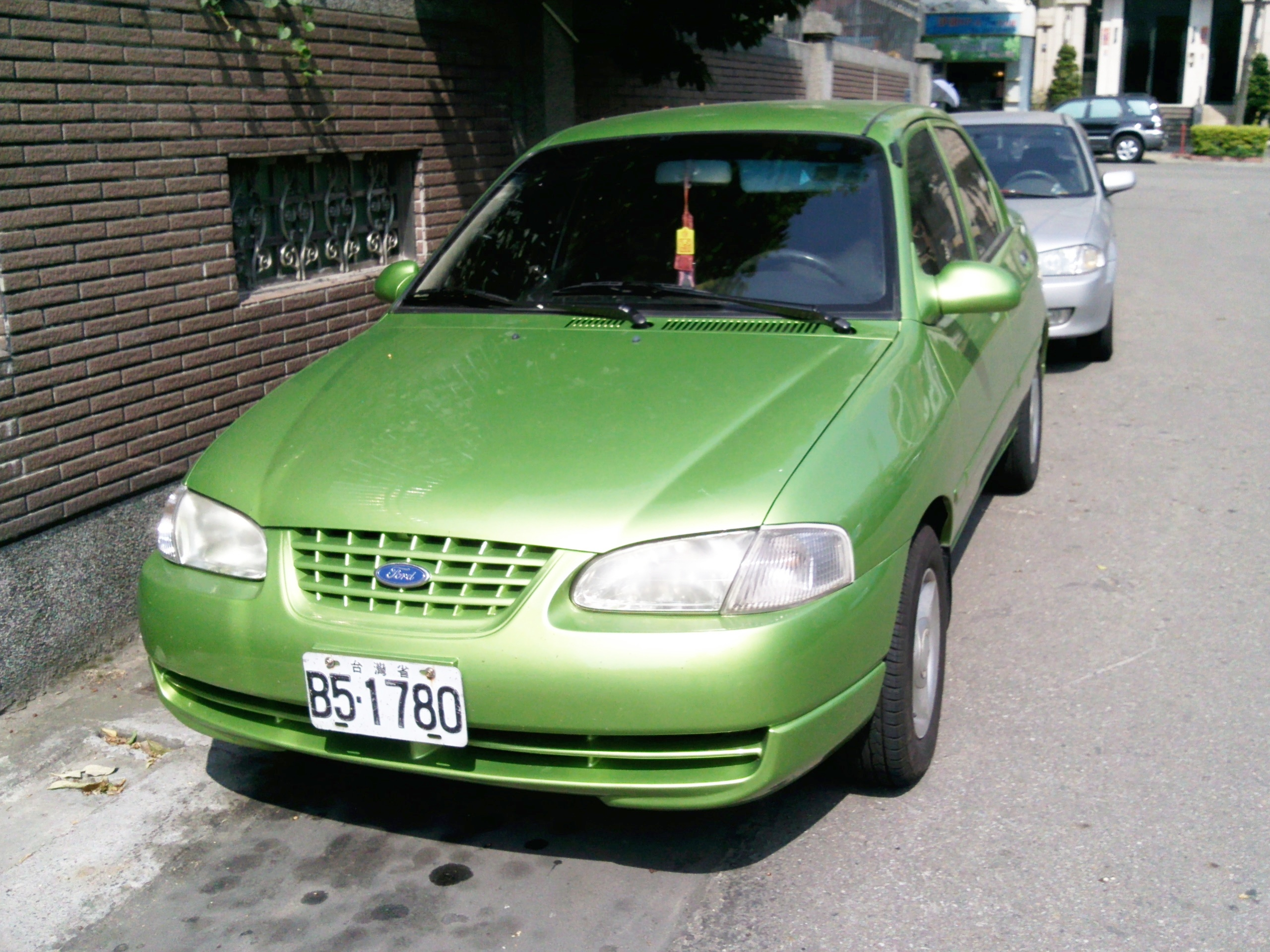
Ford Festiva II 4 portes
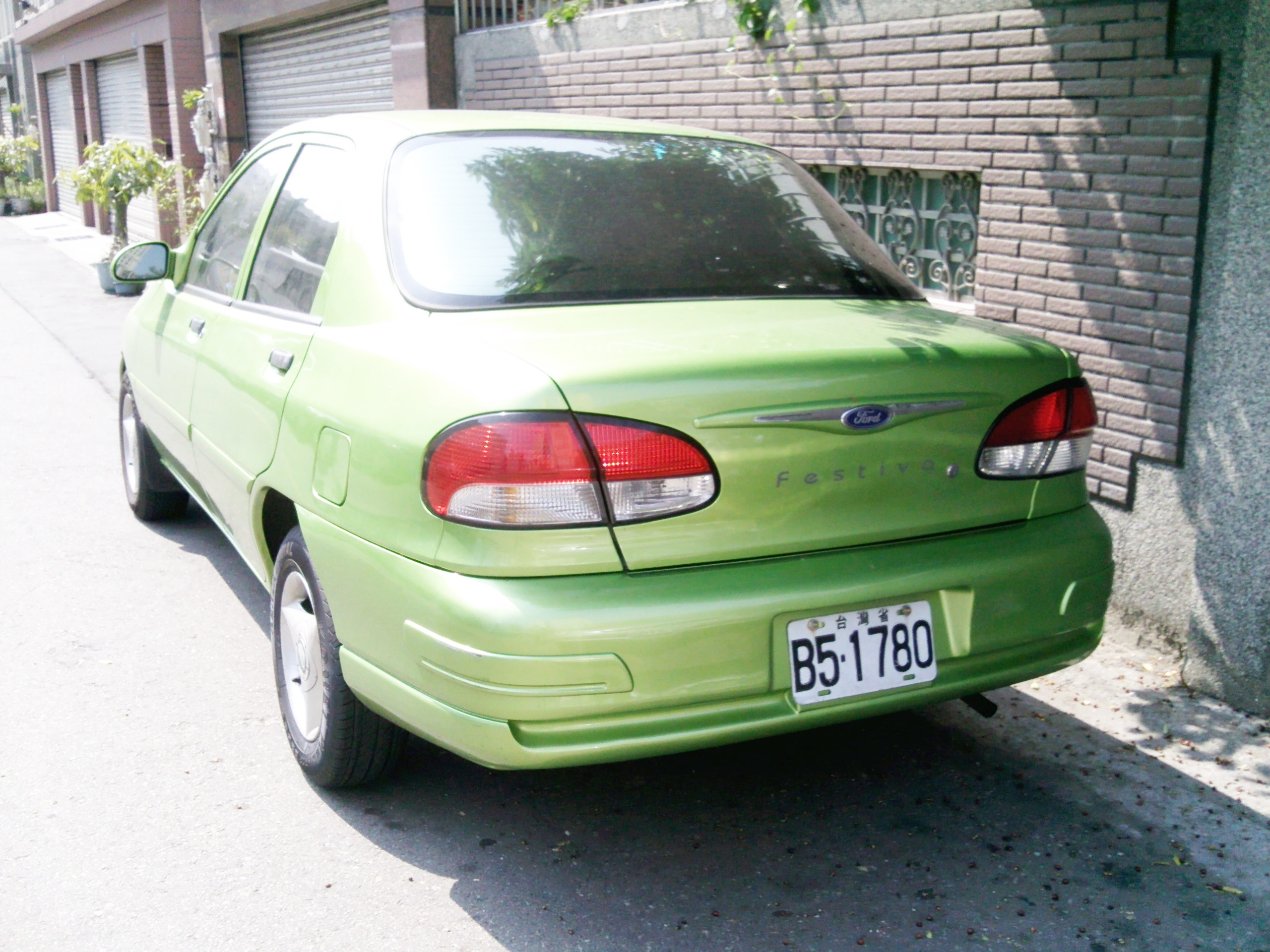
Ford Festiva II 4 portes

### Ford Aspire
La Ford Aspire était vendue en Amérique du Nord de 1993 à 1997. C'était la remplaçante de la Ford Festiva. C'était la première voiture de sa catégorie à être équipée de série de deux coussins gonflables et de freins antiblocage en option. Elle est venue dans les styles de carrosserie deux et quatre portes, les deux à hayons. Les deux portes étaient disponibles en version de base et SE tandis que les quatre portes n'étaient disponibles qu'en version de base. Le modèle SE offrait une finition sportive composée de phares antibrouillard, d'un aileron arrière, de jantes en alliage, d'un tableau de bord bleu avec tachymètre et d'une garniture intérieure améliorée. L'Aspire avait très peu d'options pour le modèle de base: lecteur de cassette, transmission automatique, dégivrage et essuie-glace arrière, jantes en alliage et une finition de confort et de commodité qui comportait plusieurs améliorations mineures à l'intérieur. En raison de la lenteur des ventes, le modèle SE a été abandonné après 1995 avec tous ses équipements en option. Le modèle de base a également perdu ses jantes en alliage et son essuie-glace arrière en option, faisant un véritable "décapage" pour l'Aspire[réf. nécessaire]. Les performances avec la transmission cinq vitesses étaient acceptable[réf. nécessaire] mais la transmission automatique était plus lente avec des temps de 0 à 100 km/h de 16,2 secondes. La direction assistée n'était disponible qu'avec la boîte automatique à cinq portes. L'Aspire a fait peau neuve en 1997 avec des pare-chocs avant et arrière redessinés, une nouvelle radio et de nouveaux revêtements de siège. En août 1997, Ford a annoncé que l'Aspire serait abandonnée en raison de la lenteur des ventes. La dernière est sortie de la chaîne de montage le 26 septembre 1997.

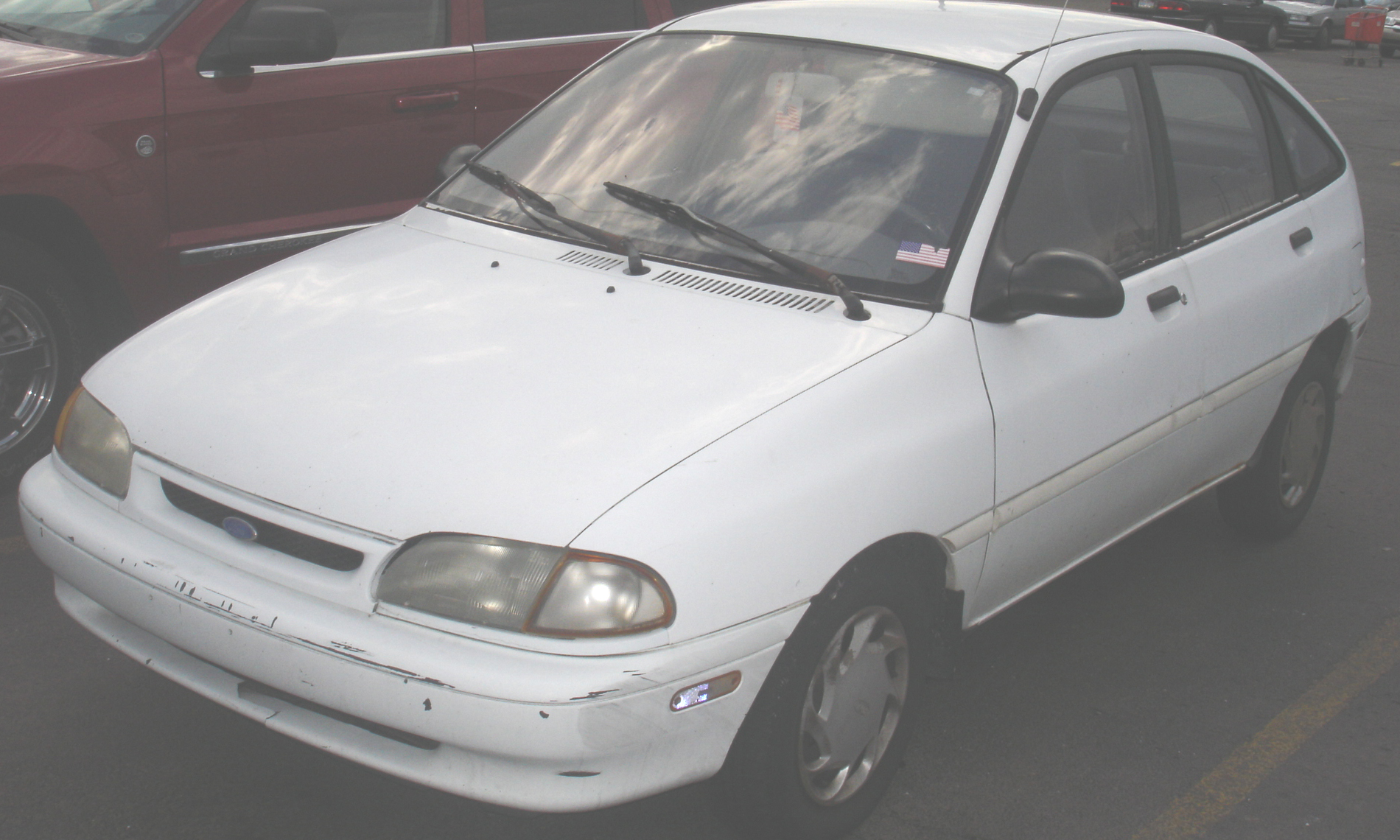
Ford Aspire 5 portes
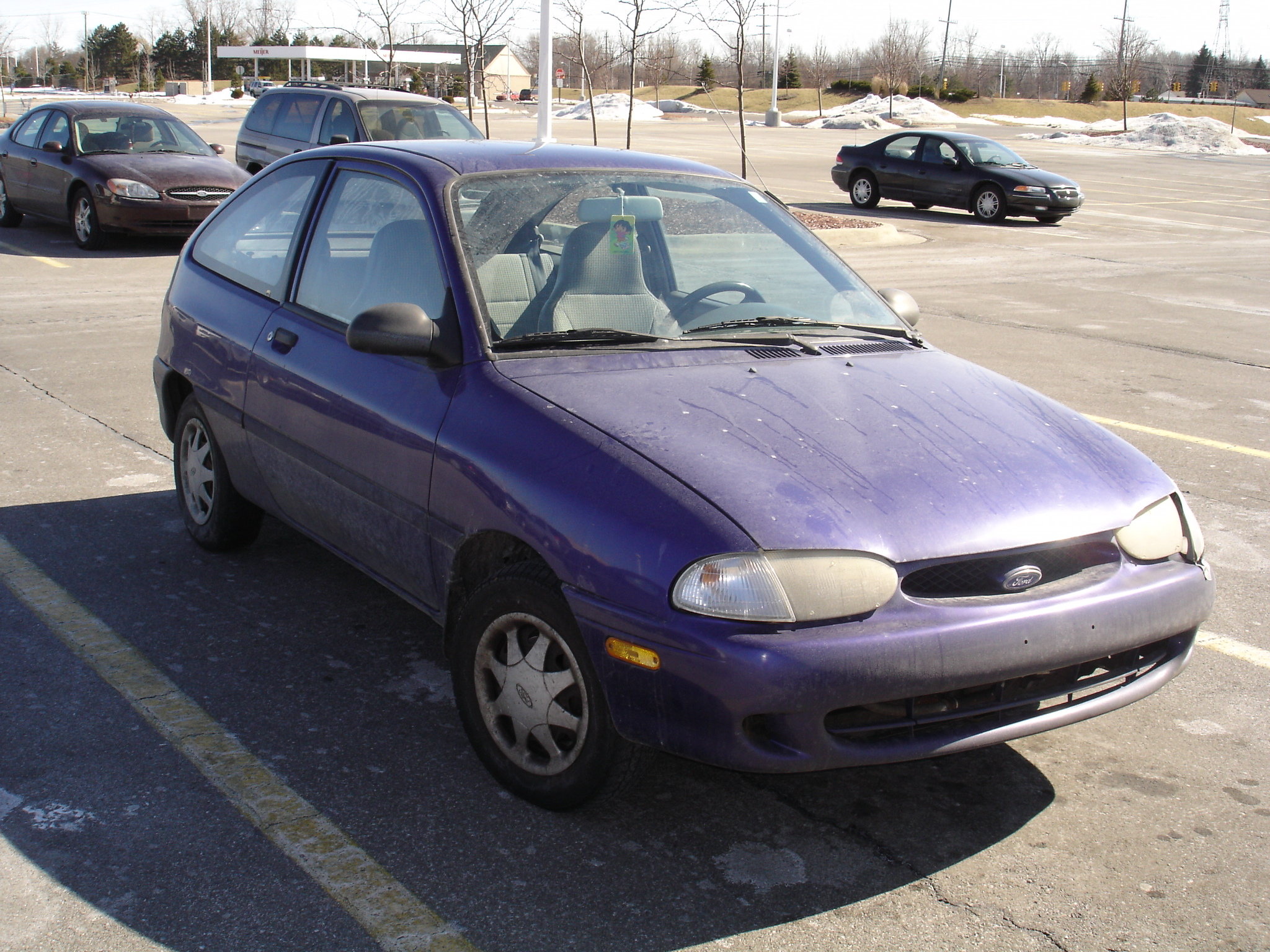
Ford Aspire 3 portes
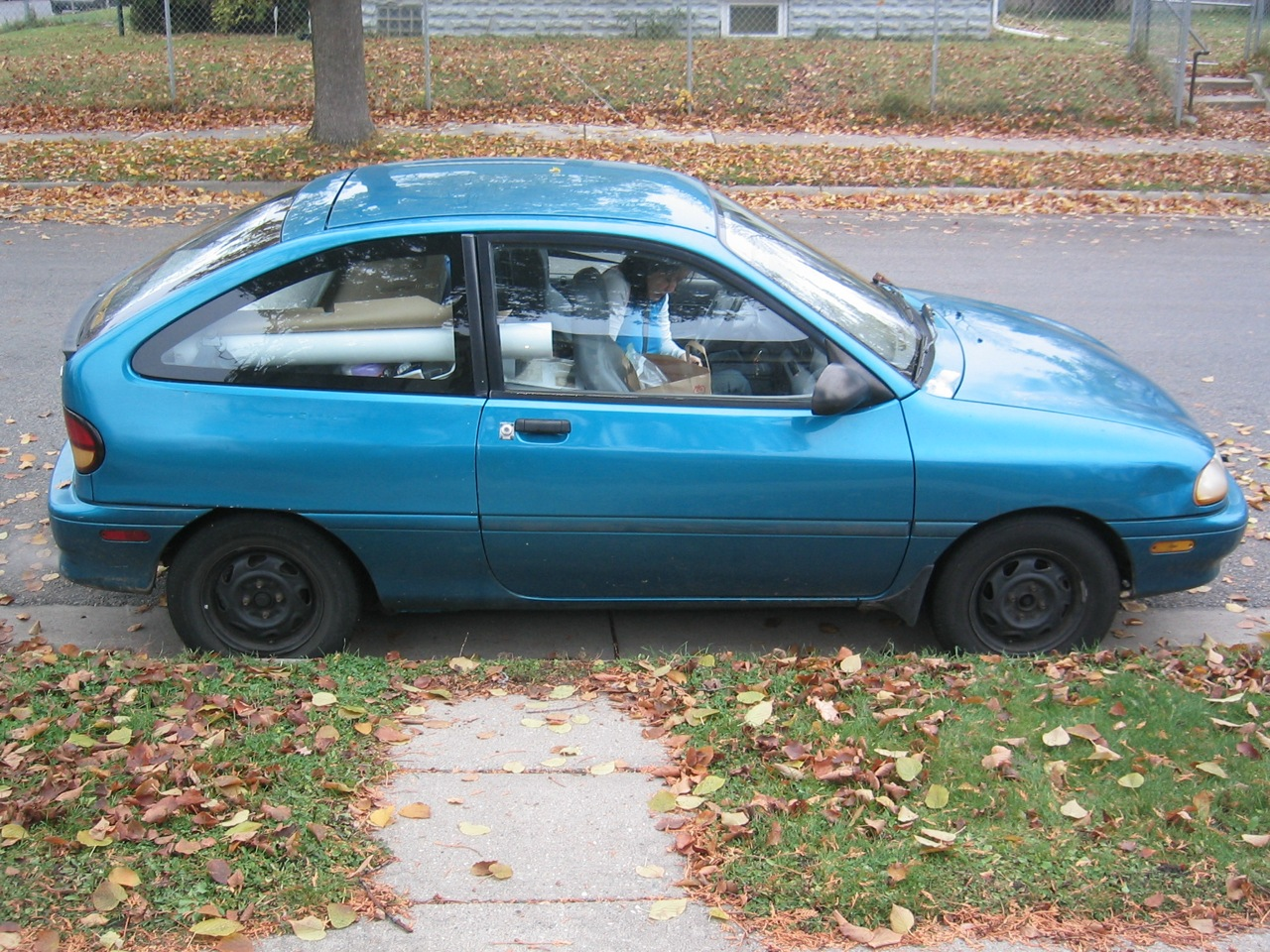
Ford Aspire 3 portes de face

### Kia Avella
La Kia Avella est une automobile produite par Kia Motors de mars 1994 à 2000, elle remplace la Kia Pride et elle est basée sur la Ford Festiva/Aspire, en 1999, elle est remplacée par les Kia Picanto et Kia Rio (bien que la production pour certains marchés d'exportation se soit poursuivie jusqu'en 2000).
«Avella» était un mot-valise inventé, combinant aveo (latin pour «désir») et ella (espagnol pour «elle»). Disponible dans les styles de carrosserie berline (Avella Delta) et à hayon trois portes et cinq portes. Les ventes de la Kia Avella ont totalisé 115 576 en 1994, mais sont tombées à seulement 27 850 en 1998. L'Avella était principalement destinée aux marchés d'exportation portant le badge Ford, car les clients sud-coréens avaient tendance à préférer les berlines à malles aux berlines à hayons. Elle était vendue sur un très petit nombre de marchés d'exportation avec des badges Kia, comme Malte.
Toutes les Avella sont livrées de série avec des roues de 13 pouces, une chaîne stéréo à quatre haut-parleurs, une vitre arrière chauffante, des freins antiblocage (ABS), un coussin gonflable côté conducteur et des poutres d'impact de porte. L'équipement en option comprenait la climatisation, les serrures électriques, les rétroviseurs électriques, les vitres électriques, les sièges arrière rabattables, le rétroviseur intérieur à atténuation, un compte-tours et des roues en aluminium. L'Avella a été la première voiture sud-coréenne de sa catégorie à offrir des doubles coussins gonflables et des freins ABS. La version Delta a reçu une partie avant légèrement retravaillée de ses sœurs à hayon.
Alors que les Avella standard recevaient le moteur B3 1,3 litre de 73 ch (54 kW) de Mazda, des versions supérieures étaient disponibles à la fois avec un SOHC et une version DOHC plus puissante du moteur B5 de 1,5 litre. La version DOHC de 105 ch (77 kW) n'était disponible que sur l'Avella Delta quatre portes. Des transmissions manuelles à cinq vitesses ainsi que des transmissions automatiques à trois ou quatre vitesses étaient disponibles.

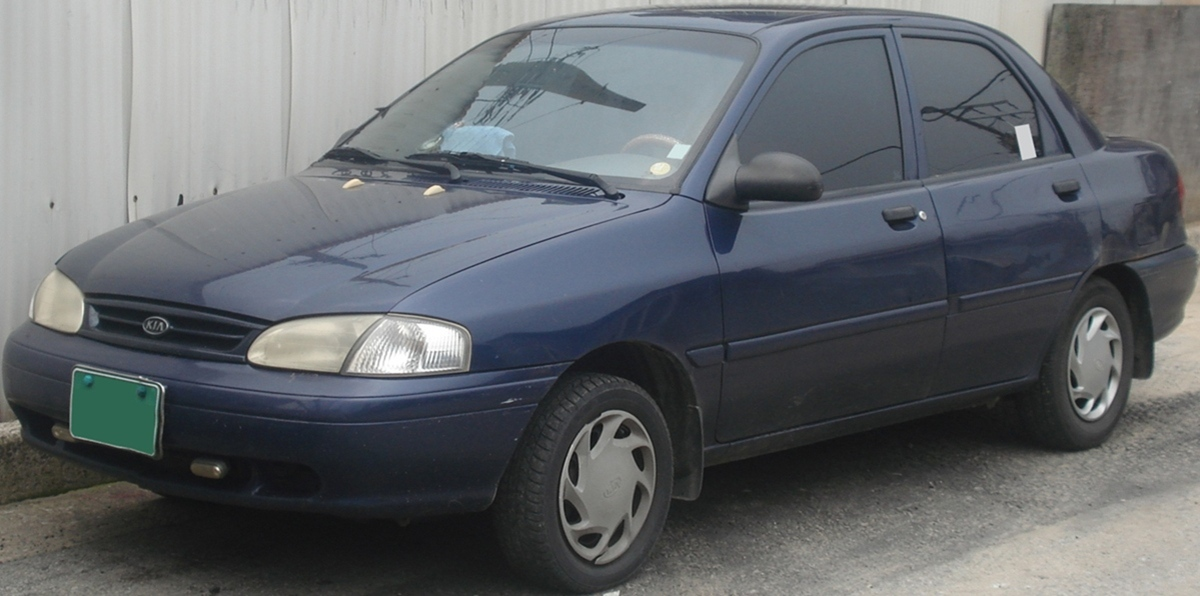
Kia Avella 4 portes
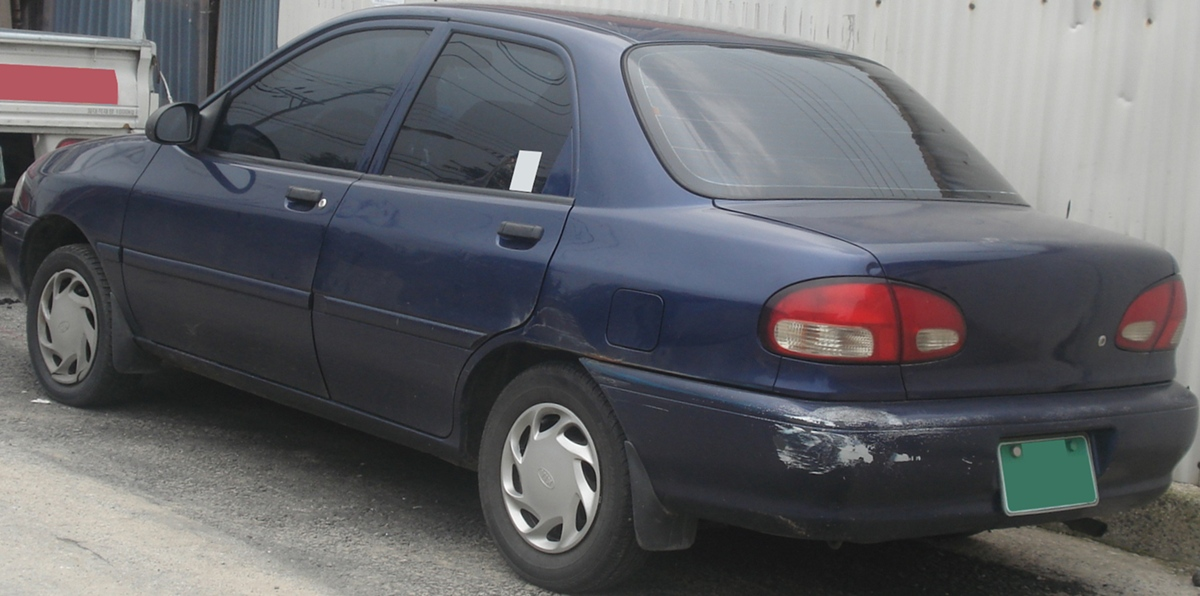
Kia Avella 4 portes
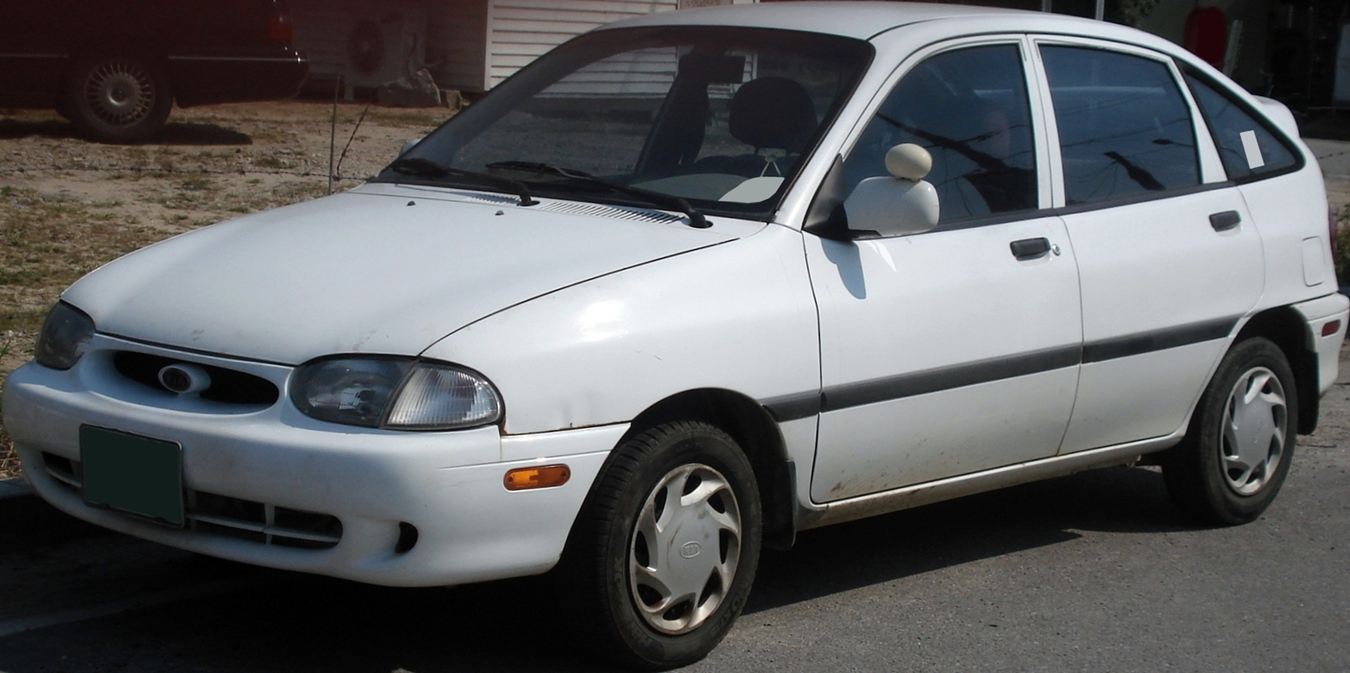
Kia Avella 5 portes
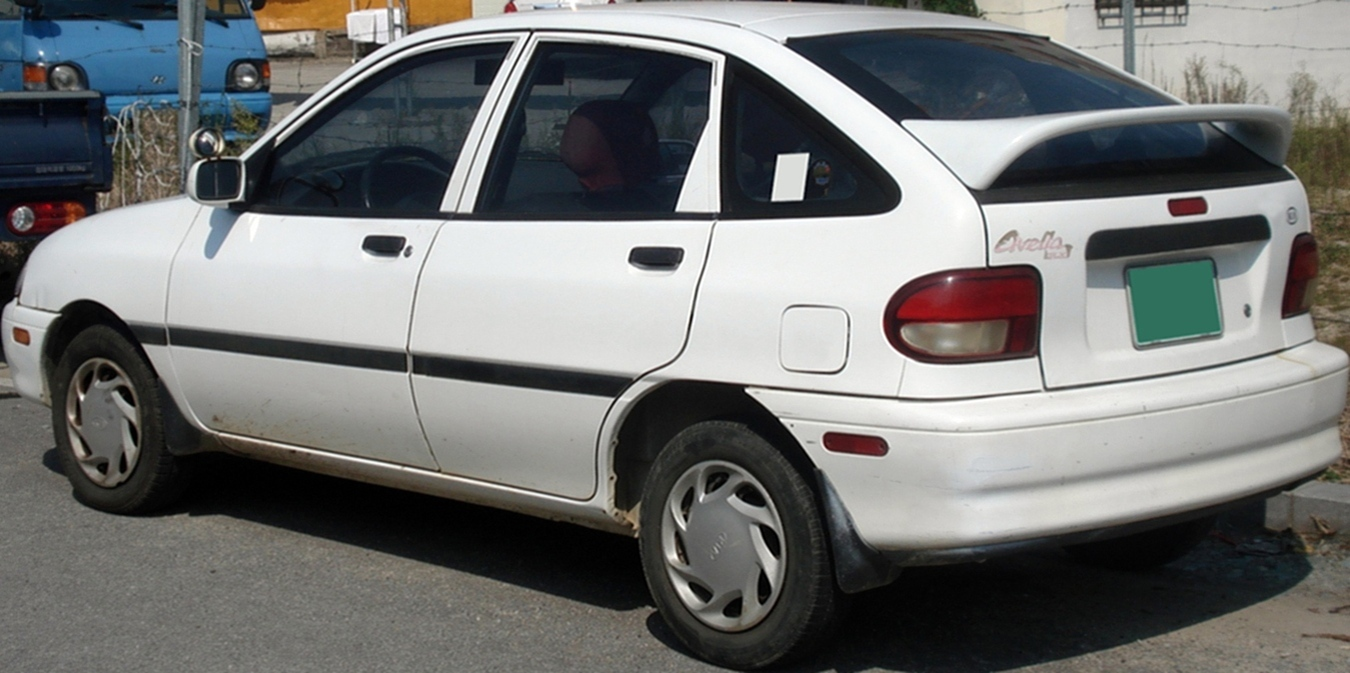
Kia Avella 5 portes

## Troisième génération (1996)
Les ventes de la deuxième génération de Festiva ont pris fin en 1996 pour le marché japonais, remplacées par la troisième génération - le Mazda Demio (DW) conçu par badge. Connue sous le nom de «Ford Festiva Mini Wagon», la gamme de modèles exclusivement japonaise se composait d'un seul style de carrosserie, un hayon à cinq portes disponible avec un moteur de 1,3 ou 1,5 litre. Les options de transmission étaient une automatique à trois ou quatre vitesses et une manuelle à cinq vitesses. La production s'est poursuivie jusqu'à ce que Mazda cesse de fabriquer le Demio équivalent en 2002.

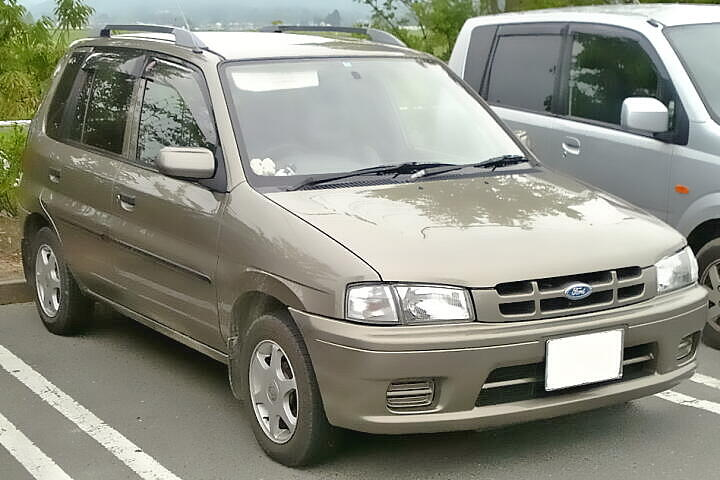
Ford Festiva Miniwagon

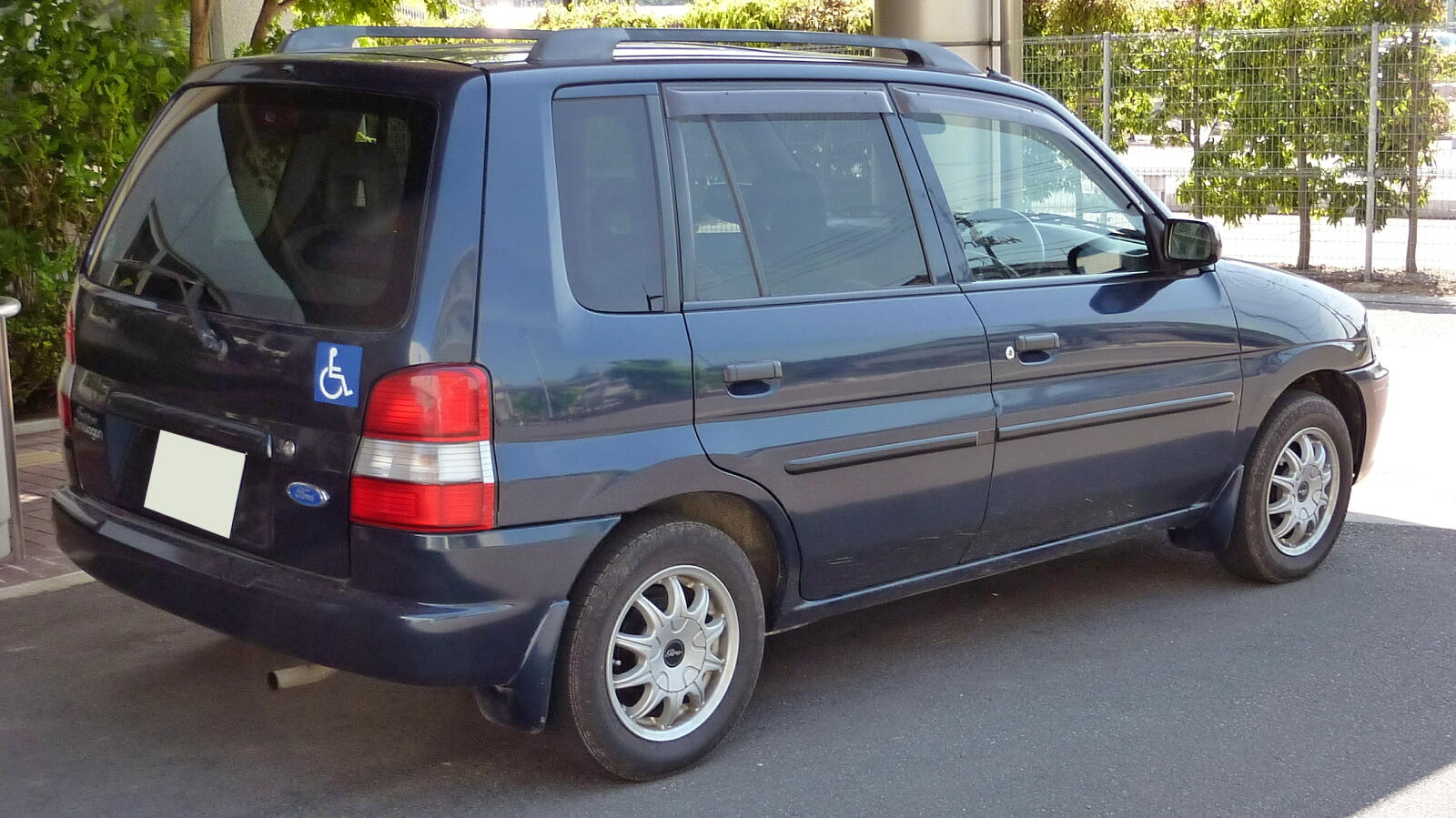
Ford Festiva Miniwagon

## Fin de production
Elle a été remplacée dans la gamme Kia par les Picanto et Rio. Ces dernières ne seront cependant pas déclinées en une version Ford, puisque Kia ne fait désormais plus partie du groupe Ford mais du groupe Hyundai. Aux États-Unis, vu le faible succès de la Festiva, Ford décida de ne pas lui donner de remplaçante.